# فيادوث
بلدية فيادوث (بالإسبانية: Villadoz) هي بلدية تقع في مقاطعة سرقسطة التابعة لمنطقة أراغون شمال شرق إسبانيا.

## الديموغرافيا
بلغ عدد سكان بلدية فيادوث 84 نسمة عام 2011 (وفقاً للمعهد الوطني الإسباني للإحصاء).
| 87 | 86 | 90 | 98 | 91 | 88 | 84 |